# نيلس فينسن
نيلس ريبرغ فينسن (بالدنماركية: Niels Ryberg Finsen)‏ (15 ديسمبر 1860، ثورسهافن ـ 24 سبتمبر 1904، كوبنهاغن) طبيب دانمركي من أصل أيسلندي. حصل على  جائزة نوبل في الطب سنة 1903 ليكون أول دنمركي يحصل على جائزة نوبل.

## مولده ونشأته الأولى
ولد فينسن في 15 ديسمبر 1860 في ثورسهافن (بالدنماركية: Tórshavn) بجزر فارو، وكان الثاني في الترتيب بين أربعة أبناء لهانس شتاينغريم فينسين (الذي تنحدر أسرته من أصول أيسلندية)، وزوجته يوهانه فرومان، التي ولدت ونشأت في أيسلندا. انتقلت أسرة فينسن من أيسلندا إلى ثورسهافن سنة 1864، بعد أن عين الأب في وظيفة مساعد مأمور (بالدنماركية: Landfoged) لجزر فارو. وفي سنة 1864 ـ عندما كان فينسن الابن في الرابعة من عمره ـ تزوج أبوه من بريجيت كريستين فورمان ـ ابنة عم أمه، لينجب منها فيما بعد ستة أبناء.

## تعليمه الأولي
تلقى نيلس فينسن تعليمه الأولي في ثورسهافن ثم انتقل سنة 1874 إلى مدرسة هيرلوفسهولم Herlufsholm الداخلية بالدنمارك، التي كان شقيقه الأكبر أولاف تلميذاً بها أيضاً. وقد واجه نيلس ـ بعكس شقيقه الأكبر ـ صعوبات في مدرسة هيرلوفسهولم، لدرجة أن ناظر المدرسة قال إن نيلس «ولد ذو قلب طيب، ولكن مهارته وطاقته محدودتان»، ونظراً لانخفاض معدلاته الدراسية في هيرلوفسهولم، ألحق بمدرسة ليروي سكولين في العاصمة الأيسلندية ريكيافيك سنة 1876، وهي نفس المدرسة التي درس بها والده في صباه، وشهدت هذه المدرسة تحسناً ملحوظاً في درجاته الدراسية.

## دراسته للطب
في سنة 1882 انتقل نيلس فينسن إلى كوبنهاغن العاصمة لدراسة الطب بجامعة كوبنهاغن، حيث تخرج سنة 1890. وعين نفس العام معيداً بقسم التشريح بجامعة كوبنهاغن، لكنه ترك هذه الوظيفة عام 1893 ليكون أكثر تفرغاً لأبحاثه العلمية رغم أنه لم يتوقف عن إعطاء دروس خصوصية لطلبة الطب ساعدته على تدبير نفقات معيشته. وفي سنة 1898 منح فينسن درجة الأستاذية، وفي سنة 1899 حصل على وسام دانيبروغ من رتبة فارس.

## تأسيس معهد فينسن
تأسس معهد فينسن سنة 1896، وتولى فينسن نفسه إدارته، ثم ضُم فيما بعد إلى مستشفى جامعة كوبنهاغن، وهو الآن مختبر مختص بأبحاث السرطان.

## حصوله على جائزة نوبل في الطب
حصل فينسن على  جائزة نوبل في الطب عام 1903 "تقديراً لمساهماته في علاج الأمراض، وخاصةً داء الذئبة الشائعة (بالإنجليزية: lupus vulgaris)‏ باستخدام الأشعة الضوئية المركزة، فاتحاً مجالاً جديداً في العلوم الطبية"، غير أنه لم يتمكن من حضور مراسم التكريم التي أقيمت له في استكهولم في 10 ديسمبر 1903؛ إذ أنه كان في ذلك الوقت قعيد كرسيه المتحرك في منزله يتلقى التهنئة من أصدقائه ومن العاملين لديه، وقد قام فينسن بالتبرع بخمسين ألف كرونة من مبلغ الجائزة لمعهد فينسن (الذي أنشأه في كوبنهاغن عام 1896 لدراسة مرض الذئبة الحمراء) و60 ألف كرونة لمصحة أقامها هو أيضاً لمرضى القلب والكبد.

## أبحاثه ومؤلفاته
يعرف فينسن بنظريته في العلاج الضوئي، والتي تقول بأن بعض الأطوال الموجية للضوء يمكن أن تكون لها فاعلية طبية، ومن أهم أبحاثه في هذا المجال:
- في تأثير الضوء على الجلد - بالدنمركية Om Lysets Indvirkninger paa Huden - 1893
- دراسة عن استخدام أشعة الضوء الكيميائي المركز في الطب - بالدنمركية Om Anvendelse i Medicinen af koncentrerede kemiske Lysstraaler - 1896

ترجم البحثان السابقان إلى الألمانية بعد قليل من صدورهما.
- العلاج بالضوء La Photothérapie - صدر بالفرنسية عام 1899

كما اهتم في مرحلة لاحقة بالتأثيرات الصحية لملح الطعام، ودرس الأنظمة الغذائية قليلة الصوديوم، ونشر نتائج ذلك البحث تحت عنوان "تراكم الملح في الكائن الحي (بالدنمركية: En Ophobning af Salt i Organismen) سنة 1904.

## الجوائز والتكريمات

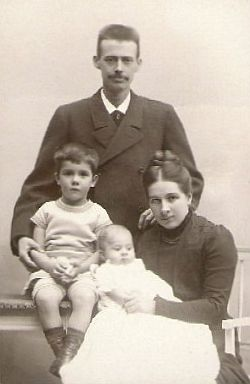
صورة لفينسن مع زوجته إنجبورغ، وطفليه هالدور وغودرون

- وسام دانيبروغ من رتبة فارس عام 1899 م
- وسام الصليب الفضي
- جائزة كاميرون من جامعة إدنبرة
- اختير عضواً شرفياً في العديد من الجمعيات الطبية بالدول الإسكندنافية وأيسلندا وروسيا وألمانيا وغيرها.

كما كرم فينسن بتسمية مختبر فينسن بمستشفى جامعة كوبنهاغن باسمه، وأنشئ نصب تذكاري باسمه في ثورسهافن، وسمي باسمه أحد شوارع المدينة الرئيسية. كما أنشأ النحات رودلف تيغنر نصباً تذكارياً لفينسن أزيح عنه الستار في كوبنهاغن سنة 1909، وسمي النصب «نحو النور» (بالدنمركية: Mod lyset)، رمزاً لنظرية فينسن العلمية الرائدة التي تقول بقدرة ضوء الشمس على شفاء الأمراض.

## حياته الشخصية
في سنة 1889، تقدم نيلس فينسن لخطبة إنجيبورغ بالسليف (1868-1963)، ليتزوجا في 29 ديسمبر 1892.

## مرضه العضال
عانى فينسن ابتداء من عام 1883 من داء بيك (بالإنجليزية: Pick's disease)‏ الذي أدى إلى تدهور صحته وتضخم مضطرد في كبده وقلبه وطحاله واستسقاء ببطنه، مما أدى إلى خلل في وظائف هذه الأعضاء وجعل سنواته الأخيرة معاناة متصلة حيث عاش سنواته الأخيرة على كرسي متحرك وتم إجراء بزل للاستسقاء عدة مرات وصلت إلى 18 مرة، وفي النهاية أودى ذلك المرض بحياته في سن مبكرة. لكن مرض العضال - وإن كان قد أقعده عن الحركة والحياة الطبيعية - فإنه لم يكن عائقاً أمام قيامه بعمل إضافات علمية ملموسة إلى الطب.

## وفاته
توفي فينسن في كوبنهاغن في 24 سبتمبر 1904

## روابط خارجية
- نيلس فينسن على موقع الموسوعة البريطانية (الإنجليزية)
- نيلس فينسن على موقع إن إن دي بي (الإنجليزية)